# Incisalia augustus
Incisalia augustus is een vlinder uit de familie van de Lycaenidae. De wetenschappelijke naam van de soort is voor het eerst geldig gepubliceerd in 1837 door Kirby.